# Jimmy Witherspoon
Pour les articles homonymes, voir Witherspoon.
James “Jimmy” Witherspoon, né le 8 août 1920 à Gurdon en Arkansas aux États-Unis, mort le 18 septembre 1997 à Los Angeles en Californie, États-Unis, est un chanteur de blues et jump blues américain.

## Biographie
Il enregistre son premier disque en 1945 avec l'orchestre de Jay McShann.
Il effectue une tournée en Europe en 1961, avec Buck Clayton.
Il se produit à Paris le 21 juin 1976 accompagné par Frank Roberts (piano), Ernest Mothle (bass) et Martin Ditcham (batterie).

## Discographie
- Jimmy Witherspoon at the Monterey Jazz Festival, 1959
- Spoon Sings and Swings, 1966
- Guilty (avec Eric Burdon), 1971

...
CD
- Jimy Witherspoon with the Duke Robillard Band, Sony, 1998
- Jazz Casual (avec Jimmy Rushing), Loch, 2001
- Hey, Mrs. Jones, Collectables, 2002
- The Definitive Black & Blue Sessions, Black & Blue, 2002
- California Blues, Quadromania, 2008